# Liscia
Liscia är en ort och kommun i provinsen Chieti i regionen Abruzzo i Italien. Kommunen hade 692 invånare (2018).